# Spolek Adalberta Stiftera
Spolek Adalberta Stiftera (Adalbert Stifter Verein, zkráceně ASV) je registrovaný spolek, jehož kancelář působí jako kulturní institut. Byl založen 5. května 1947 v Mnichově německými vědci, umělci a spisovateli z Prahy a Sudet, kteří po roce 1945 museli opustit svůj domov. Od 1952 je institucionálně financován podle paragrafu 96 Spolkového zákona o vyhnancích a uprchlících (BVFG).

## Úkoly/Cíl
Spolek byl původně založen proto, aby kulturně podporoval vysídlence ze Sudet a pečoval o ně. Při zřízení spolku bylo zdůrazněno: „Spolek má shromažďovat všechny kulturně působící síly ze Sudet.“
Zakladatelům navíc ležela na srdci reprezentace kultury země, z níž pocházeli, na jejich novém působišti, péče o ni a navázání na ni. Podle stanov je i dnešním cílem spolku „sbírat kulturní dědictví a tvůrčí síly Němců z Čech, Moravy a Slezska, pokračovat ve vědecké a umělecké tradici Sudeťanů jakožto součásti německé a evropské kultury a především zapojit se do česko-německého kulturního dialogu“. V koncepci Německého spolkového sněmu z února 2016 dále stojí: „Spolek Adalberta Stiftera... zprostředkovává dějiny a kulturu, především německojazyčnou literaturu Čech, Moravy a slezských Sudet včetně jejího vzájemného ovlivňování s českou literaturou, a podporuje česko–německý dialog.“
Václav Havel poslal v roce 1997 k padesátému jubileu spolku oficiální pozdrav, v němž je mimo jiné napsáno: „Milí přátelé a krajané, děkuji Vám za vše, co jste doposud pro porozumění mezi Čechy a Němci učinili, za Vaši vůli hledat společné zájmy a spolupracovat na úkolech zítřka.“

## Dějiny (pojmenování) a činnost
Spolek Adalberta Stiftera se spolu s Ackermannovým sdružením (Ackermann–Gemeinde), jež bylo založeno již v roce 1946, zaměřil na zprostředkování kulturního a sociálního domova lidem vysídleným ze Sudet. V prvních letech stály v popředí existenční otázky ohledně dalšího života po vysídlení. K zakládajícímu představenstvu patřili Franz Haibach jako první předseda, Franz Longin, Walter Becher, Roman Herlinger, Eduard Klimesch a Erhard Trenkler. Jako nezatížení ručitelé byli podle zákona o osvobození mimo to určeni Martha Krause, Richard Reitzner, Karl Schreiner, kněz Paulus Sladek a Walter Ziegler.
Jméno spolku bylo vybráno proto, že rodák ze Šumavy Adalbert Stifter příkladně symbolizuje kulturní spojitost mezi Čechy, Němci a Rakušany. Zájem o život a tvorbu tohoto spisovatele, malíře a pedagoga tedy sice není hlavní aktivitou spolku, ale patří od začátku také do spektra jeho činností. Od roku 1952 se datuje státní podpora spolku, který se získal charakter kulturní instituce v podobě kulturněhistorických výstav, literárněvědného a literárněhistorického výzkumu a cílené podpory umělců. Od prosince 1952 až do 1985 měla výkonné ředitelství v rukou Johanna von Herzogenberg. V centru její činnosti bylo kurátorství výstav: Mimo výstav děl vysídlených umělců pořádala především kulturněhistorické výstavy, jako například o Karlu IV. (1976), o svatém Janu Nepomuckém (1971 a 1993) anebo i malíři Emilu Orlikovi (1963). V letech 1957–1989 se v Řezně konala každoroční setkání umělců, jejichž patronát a financování vždy převzal primátor města. Johanna von Herzogenberg se rovněž zasloužila i o založení Východoněmecké galerie (Ostdeutsche Galerie) v Řezně, když prvními sty listy sbírky sudetoněmecké grafiky z roku 1956 vytvořila základ „Sudetoněmecké galerie“ (Sudetendeutsche Galerie) v galerii výtvarného umění v městském parku. Z podnětu spolkové vlády, všech tehdejších spolkových zemí, města Řezna, Spolku Adalberta Stiftera a také sdružení umělců Künstlergilde Esslingen (dnes: KünstlerGilde e. V.) byla pak v roce 1970 založena „Východoněmecká galerie“ (Ostdeutsche Galerie) (dnes: Kunstforum Ostdeutsche Galerie). V ní byly spojeny kulturně historické sbírky Spolku Adalberta Stiftera a sdružení umělců Künstlergilde Esslingen.
Od roku 1986 a obzvlášť po pádu železné opony v roce 1989 se těžiště zájmu činnosti spolku přesunulo pod vedením výkonného ředitele Petera Bechera směrem k literárním akcím a výzkumu a zároveň k česko-německému dialogu a setkávání. Výstava z roku 1989 Přestupní stanice Praha (Drehscheibe Prag) o emigrantech a uprchlících z Německa v letech mezi 1933–1939 předznamenala již roku 1990 budoucí spolupráci s institucemi v České republice, tehdejší Československé republice. Série akcí jako Spisovatelé čtou ve své vlasti (Schriftsteller lesen an ihren Heimatorten ), ale i společensko-politické akce jako kolokvia Rozhovory o středu Evropy (Reden über die Mitte Europas ) byly výsledkem politických změn. Výstava „Praha – Prag 1900–1945. Literární město dvou jazyků, mnoho prostředníků“ (Literaturstadt zweier Sprachen, vieler Mittler) z roku 2010 vznikla ve spolupráci literárních vědců z Německa, Česka a Rakouska.
V letech 1994–2016 uděloval Spolek společně s dalšími organizacemi Uměleckou cenu česko-německého porozumění osobnostem, jež se ve zvláštní míře zasadily o oboustranné sblížení (sudetských) Němců a Čechů.
Kancelář Spolku, který od počátku sídlil v Mnichově, se nejprve nacházela ve Wagmüllerstraße, od roku 1949 v Ludwigstraße, od léta 1954 v Triftstraße a od jara 1966 na Thierschplatz. V červnu 1985 se spolek Adalberta Stiftera přestěhoval do kanceláří v nově vybudovaném Sudetoněmeckém domě (Sudetendeutsches Haus) v Hochstraße 8 v mnichovské čtvrti Haidhausen.

## Struktura spolku
Spolek sdružuje přibližně 200 členů. V prvních letech a desetiletích patřili ke členům především sudetoněmečtí umělci a vědci, kteří tento spolek vnímali jako místo společných zájmů. V pozdějších letech se členy spolku stávali převážně lidé, kteří se sice aktivně nepodíleli na akcích, ale na základě programové nabídky se zajímali o aktivity spolku. Členem se může stát každý, kdo se ztotožňuje s cíli spolku. Předseda představenstva je od roku 2019 germanista a literární historik Peter Becher.
Dřívější předsedové představenstva:
- 1947–1949: Franz Haibach
- 1949–1951: Franz Anton Fürst von Thun und Hohenstein
- 1951–1958: Ferdinand hrabě Kinský
- 1948–1972: Christian Altgraf Salm
- 1973–1979: Erich Bachmann
- 1979–1982: Götz Fehr
- 1982–2002: Otto Herbert Hajek
- 2002–2005: Barbara von Wulffen
- 2005–2006: Thomas Thun
- 2006–2018: Ernst Erich Metzner

Výkonní ředitelé:
- 1948–1949: Otto Zerlik
- 1949–1951: Theodor Hutter
- 1951–1952: Adolf Tosch
- 1952–1985: Johanna von Herzogenberg
- 1986–2018: Peter Becher
- od 2019: Zuzana Jürgens

Spolek svou činnost konzultuje s kuratoriem, jehož složení se obměňuje každé tři roky, a v němž jsou zástupci kulturních institucí z Německa, Česka a Rakouska.
K zaměstnancům kanceláře zprvu patřili jen ojediněle vědečtí pracovníci. V roce 1978 bylo zřízeno první stálé pracovní místo pro vědeckou sílu a roku 1992 druhé.

## Kulturní referát pro české země
V roce 2002 byla ke Spolku Adalberta Stiftera přiřazena nově vytvořená pozice „Kulturního referenta pro české země“, jež od roku 2021 nese název „Kulturní referát pro české země“. Ten je rovněž institucionálně fiancován vládní pověřenkyní / vládním pověřencem pro kulturu a média a disponuje vlastním rozpočtem. Vypracovává vlastní program akcí v souladu s činností Spolku Adalberta Stiftera. Hlavní snahou jeho činnosti je široce rozsáhlé a mezigenerační zprostředkování kultury a historie Němců z českých zemí (jež se také nazývají sudetští Němci) ve smyslu porozumění národů a ve spolupráci s českými partnery. Další cíl jeho práce spočívá ve vzbuzení zájmu o toto kulturní dědictví i u lidí mimo kruhy vysídlených.
Kulturní referát patří k síti osmi kulturních referentů a referentek, z nichž má každý zodpovědnost za určitou oblast východní Evropy, kde tradičně žili usadili Němci. U Kulturního referátu lze žádat o finanční podporu kulturních projektů a programů pro veřejnost na základě § 96 Spolkového zákona o vyhnancích a uprchlících (BVFG).

## Současná činnost Spolku Adalberta Stiftera a Kulturního referátu
Jednotlivé akce jako přednášky, čtení, panelové diskuse a koncerty se zaměřují na široké publikum. Patří k nim každoroční konference Seminář na Šumavě (Böhmerwaldseminar) Kulturního referátu a Český salón (Böhmischer Salon) Spolku Adalberta Stiftera. Výstavy se věnují vzájemnému ovlivňování se obou jazykových národů českých zemí, například Narozeni v Čechách a na Moravě – u nás (ne)známí? Dvanáct životních osudů (In Böhmen und Mähren geboren – bei und (un)bekannt?); Praha – Prag 1900–1945. Literární město dvou jazyků, mnoho prostředníků (Praha – Prag 1900–1945. Literaturstadt zweier Sprachen, vieler Mittler); Významní Češi, Mezi jazykem národem a státem 1800–1945 (Bedeutende Tschechen, Zwischen Sprache, Nation und Staat 1800–1945); Portréty z Čech a Moravy (Porträts aus Böhmen und Mähren) a další. Součástí činnosti jsou také vzdělávací cesty s literárním zaměřením a exkurze pro studenty.
Druhý pilíř Spolku Adalberta Stiftera tvoří literární výzkum a vědecké přednášky a konference. Online akce jsou od roku 2020 dostupném na vlastním YouTube–kanálu.
Knihovna spolku obsahuje přibližně 10.000 svazků a je přidružena k vědecké knihovně v Sudetoněmeckém domě, již spravuje Collegium Carolinum.
Ročně spolek uděluje podpůrná stipendia osobám, jež se zabývají kulturou a dějinami Němců v českých zemích a jejich vzájemným ovlivňováním s českou kulturou a jinými kulturami této oblasti.
Od roku 2020 uděluje spolek společně s pražským Institutem pro studium literatury Cenu Otakara Fischera.

## Publikace
Mimo katalogů akcí a konferenčních svazků vydává spolek od 1987, v rámci pokračování ročenky z let 1949–1964, ročně Stifter Jahrbuch Neue Folge (Ročenka spolku Adalberta Stiftera). Ta obsahuje vědecké příspěvky a recenze jakož i výroční zprávu Spolku. Od roku 2014 převzal Spolek vydávání čtvrtletního časopisu Europäische Kulturzeitschrift Sudetenland (Evropský kulturní časopis Sudetenland), jenž vychází od roku 2020 půlročně. Ze starších publikací lze poukázat na celkově pět svazků řady k románskému slohu, ke gotice, k baroku, k renesanci a k umění 19. století v Čechách. V roce 2017 vyšla Handbuch der deutschen Literatur Prags und der Böhmischen Länder (Příručka německé literatury v Praze a v českých zemích).